# Тайна регаты и другие рассказы
«Тайна регаты и другие рассказы» — сборник рассказов Агаты Кристи, впервые опубликованный издательством Dodd, Mead and Company в 1939 году. Включает в себя девять рассказов, во всех, кроме одного («В сумраке зеркала») действует кто-либо из серийных персонажей писательницы: Эркюль Пуаро, Джейн Марпл или Паркер Пайн.

## Рассказы сборника

### Таинственное происшествие во время регаты
(англ. The Regatta Mystery)
Также входит в сборник «Хлопоты в Польенсе и другие истории».
Большая компания богатых людей отдыхает на борту яхты «Весёлая дева». Один из пассажиров, мистер Пойнтц, предлагает пари: за вознаграждение незаметно выкрасть принадлежащий ему бриллиант «Утренняя звезда» стоимостью тридцать тысяч фунтов. Все сидящие в комнате соглашаются. Трюк удаётся девушке Эве, которая хитроумным образом крепит бриллиант на пластилин к своей сумочке, а сама делает вид, что уронила его. Однако позднее, когда она хочет похвастаться своей ловкостью, оказывается, что из её сумочки бриллиант по-настоящему пропал. Начинается расследование, которое ведёт Паркер Пайн.

### Тайна багдадского сундука
(англ. The Mystery of the Baghdad Chest)
Также входит в сборник «Доколе длится свет и другие рассказы».
В разгар танцевальной вечеринки, устроенной для небольшого круга друзей, таинственно убивают одного из гостей. Загадочность убийства усугубляется тем, что труп обнаруживают в закрытом багдадском сундуке. Преступление удаётся раскрыть Эркюлю Пуаро. Повествование ведётся от лица его верного друга — Артура Гастингса.

### Что в садике растёт у Мэри?
(англ. How Does Your Garden Grow?)
Также входит в сборник «Ранние дела Пуаро».
Пуаро получает странное письмо с мольбой о помощи. Его написала пожилая женщина, мисс Амелия Барроуби, живущая в деревушке Чапмэнс Грин. Она очень туманно излагает суть дела, но пишет, что вопрос не терпит отлагательств и касается семьи. Пуаро заинтересовало письмо, он даёт поручение мисс Лемон ответить, что он готов приняться за расследование. Через пять дней из газет выясняется, что мисс Барроуби умерла. Пуаро получает письмо от племянницы усопшей, мисс Мэри Делафонтейн, в котором та сообщает, что в его услугах не нуждаются. Он всё-таки отправляется в дом Барроуби. Его восхищает ухоженный сад с большим количеством цветов. Первым, кого Пуаро встречает в доме, становится русская девушка Катрина Рейгер, которая сразу заявляет, что все деньги должны принадлежать ей. Так Пуаро начинает распутывать сложную интригу, завязавшуюся вокруг денег Амелии Барроуби.

### Хлопоты в Польенсе
(англ. Problem at Pollensa Bay)
Также входит в сборник «Хлопоты в Польенсе и другие истории».
Паркер Пайн отдыхает на Мальорке, где с интересом наблюдает за другими отдыхающими. Среди них мать и сын, миссис Честер и Бэзил Честер. Когда миссис Честер узнает, кем является Паркер Пайн, она рассказывает ему, что у её сына появилась девушка, которая ей очень не нравится. Будучи весьма консервативной, она считает Бетти вульгарной особой, способной сделать её сына несчастным. Пайн встречается с Бэзилом и Бетти. Молодая пара нравится ему, и он решает им помочь. Из Лондона приезжает по его просьбе его помощница, Мадлен де Сара. Она — роковая красавица, на фоне которой Бетти смотрится скромной девочкой, и Бэзил обращает на неё внимание.

### Жёлтые ирисы
(англ. Yellow Iris)
Также входит в сборник «Хлопоты в Польенсе и другие истории».
Эркюль Пуаро получает неожиданное приглашение на обед в ресторане. Приглашавшая его девушка говорит по телефону загадками и с волнением. Пуаро принимает приглашение, поскольку догадывается, что основания для волнения у девушки есть. Встреча назначена за столиком, декорированным жёлтыми ирисами. Сыщик прибывает на обед, где собралась группа молодых людей. В качестве хозяина обеда выступает Бартон Рассел, молодой вдовец, чья жена, как оказалось, покончила с собой четыре года назад на празднике. Нынешний праздник очень похож на тот: за столом сидят те же гости, что и на том злополучном обеде. Рассел заявляет, что намерен именно сегодня вывести виновника смерти жены на чистую воду. Пуаро понимает, что им манипулируют, и принимает вызов. Рассказ позже послужил основой для романа Кристи «Сверкающий цианид».

### Мисс Марпл рассказывает
(англ. Miss Marple Tells A Story)
Также входит в сборник «Последние дела мисс Марпл».
К мисс Марпл приходят два джентльмена: мистер Паркер, её поверенный, и его знакомый, мистер Родс. Жену Родса убили несколько месяцев назад, заколов в отеле недалеко от Сент-Мери-Мид её собственным ножом для бумаг. В комнату жертвы не входил никто из чужих, только горничная с грелками. Все двери и окна были заперты изнутри. Мисс Марпл, расспрашивая вдовца, расследует убийство его жены, не выходя из комнаты, и позже рассказывает об этом.

### Сон
(англ. The Dream)
Также входит в сборник «Приключение рождественского пудинга».
Эркюля Пуаро срочно вызывает к себе на дом эксцентричный миллионер Фарли. Пуаро приезжает и удивляется тому, что Фарли на влиятельного успешного человека не похож: у него нет ни харизмы, ни уверенности в себе. Миллионер рассказывает ему, что еженощно видит сон о своём собственном самоубийстве: в этом сне он застреливается из собственного револьвера. Врачи бессильны, как говорит Фарли, поэтому он и обратился к сыщику.
Пуаро хочет посмотреть комнату, где происходит действие сна, но Фарли отказывается показать её, и Пуаро собирается уходить. Перед этим Фарли просит его вернуть письмо, которым он вызвал сыщика. Пуаро случайно даёт ему какую-то другую бумагу, а Фарли этого не замечает. Но недоразумение всё же разрешается.
Через неделю Пуаро сообщают, что Фарли покончил жизнь самоубийством, застрелившись из собственного револьвера. Пуаро пытается понять, что это — стресс, действие сверхъестественных сил или запланированное убийство.

### В сумраке зеркала
(англ. In a Glass Darkly)
Также входит в сборник «Последние дела мисс Марпл».
Молодой человек приезжает в гости к своему другу. Он готовится к ужину, стоя перед зеркалом. Неожиданно в зеркале он видит отражение какого-то мужчины со шрамом на щеке, который душит на кровати молодую женщину. В ужасе обернувшись, юноша видит лишь стену со шкафом. Спустившись в гостиную, он знакомится с семьёй своего друга. Среди них была сестра его друга и её жених. В них он узнаёт героев своего видения в зеркале…

### Морское расследование
(англ. Problem at Sea)
Также входит в сборник «Ранние дела Пуаро».
Пуаро отправляется в морской круиз до Египта. Он страдает морской болезнью и не получает удовольствия от круиза. На борту корабля он знакомится с несколькими пассажирами. Среди них генерал Форбс и полковник Клэптон. Форбс неприязненно отзывается о Клэптоне. Он утверждает, что тот после того, как был ранен на фронте, поступил на содержание к богатой даме. Другие пассажиры относятся к Клэптону с бо́льшим сочувствием, особенно учитывая, какое терпение тот проявляет к своей требовательной и вздорной жене. Она — ипохондрик, постоянно жалуется на сердце. Пуаро она тоже раздражает. Однажды Пуаро замечает, как из её сумки выпадает бумажка — рецепт лекарственного препарата дигиталина. Когда корабль достигает Александрии, миссис Клэптон находят убитой странного вида кинжалом. Деньги и драгоценности убийца крадёт. Пуаро начинает расследование.

## Критика
Многие критики отзывались о сборнике отрицательно. Например, в The New York Times Book Review за 25 июня 1939 года Айзеком Андерсеном было отмечено, что «ни один из рассказов нельзя сравнить с более длинными произведениями Кристи». Объяснено это было тем, что мало кому из авторов удаётся достаточно заинтриговать читателя в рамках короткого рассказа.
Также и в Торонто Стар анонимным рецензентом критиковались «попытки Агаты Кристи уместить каждых из своих захватывающих сюжетов в двадцать семь страничек».
Вышеназванные критики, таким образом, пришли к выводу, что из-за небольшого объёма рассказов писательница не смогла достаточно развить интригу и саспенс, что и является основной причиной негативной оценки ими сборника.